# 有村昆
有村 昆（ありむら こん、1976年7月2日 - ）は、日本のラジオパーソナリティ、映画コメンテーター。ホリプロスポーツ文化部所属。

## 来歴
マレーシアのクアラルンプールで生まれる。6歳の時に日本へ帰国して東京都杉並区で育つ。
杉並区立第九小学校、玉川学園中学部・高等部、玉川大学文学部芸術学科演劇専攻、東京アナウンスセミナー、それぞれを卒業した。高校生の頃はシンガーソングライターに憧れ、22歳でFMラジオのパーソナリティーを務める。
ラジオ番組パーソナリティーや、雑誌やテレビ番組などで映画コメンテーターなどを務め、B級映画に特色したバカデミー協会を自ら主宰し、近年はSID ARIMURA（水野晴郎命名）名義で映画監督を務める。
2010年頃からバラエティ番組へ出演する。
2012年8月28日に元ニュースキャスターの丸岡いずみと結婚し、2013年1月19日に東京都内で披露宴を催した。
2017年2月26日に『ダウンタウンのガキの使いやあらへんで!!』「サンシャイン池崎選手権」でハイテンションにモノマネを披露している。
2021年5月14日に同日発売の写真週刊誌『FRIDAY』が自身に関する記事を掲載し、当面の間芸能活動を自粛することを所属事務所が発表した。7月29日に丸岡と離婚を公表した。
8月下旬から活動を再開し、ゲストとしてラジオ番組やテレビ番組に出演し、映画の舞台挨拶や雑誌のコラム執筆など活動する。
原田龍二や宮崎謙介はYouTubeでコラボするなど親交がある。

## 人物
身長は170センチメートル、体重は59キログラム。

### 家族
元キャスターの丸岡いずみとの間に2021年時点で3歳の長男がおり、有村が親権を持つ。一人っ子で、父と母の三人家族。父の藤村延魚は、ヒルトンホテルやフォーシーズンズホテルに勤務し、チョイスホテルズインターナショナル社で副社長兼日本支社長を務めた、観光ジャーナリストである。母の紫倉麻里子はシャンソン歌手である。
『家、ついて行ってイイですか?』で、両親の自宅の一室で収録した。

### 趣味・特技
特技は殺陣の戸隠流と忍法体術、和式馬術。趣味は、DVD鑑賞・収集・紹介、戦国時代と三国志に関わるもの、ゲーム、自主映画制作、落語、手品。
愛車は「バック・トゥ・ザ・フューチャー」で知られるデロリアンだが、2015年4月9日のブログで2016年に売却予定と記した。

### エピソード
- 出演番組で自身の生活を語る[33]。
  - 中学生の15歳[34]から親にお年玉を100万円貰っている[33][35]。
  - 中学時代の弁当はうな重かビーフストロガノフ[33]。
- 2021年の活動自粛期間中の6 - 7月は、元お笑いタレントの入江慎也が経営するピカピカでエアコン清掃のアルバイトに就いた[22]。

## 著書
- 『スゴ過ぎる!おバカ映画の世界!!』（日本文芸社、2008年）

## 出演

### テレビ番組
- 森田一義アワー 笑っていいとも! （フジテレビ、2013年）木曜日レギュラー
- SMAP×SMAP （フジテレビ、2011年）映画解説
- 王様のブランチ（TBS）映画ランキングブレインとして参加
- お願い!ランキング（テレビ朝日）「ピリ辛!シネマアカデミー」
- GemsTV（スカパー!）MC
- ありえへん∞世界（テレビ東京）映画コメンテーター
- 上沼・高田のクギズケ!（読売テレビ）パネリスト
- ひるキュン!（TOKYO MX）金曜日レギュラー
- エンター・ザ・ミュージック （BSテレ東） ※不定期出演
- ディスカバリーチャンネル傑作選 未知の映像博物館（BS11、2018年4月4日 - 2021年5月16日）ナビゲーター
- 激闘!オレごはん （東海テレビ） ナレーション
- 絶品!こだわりの1品料理の名店 （CS旅チャンネル） ナレーション
- 今すぐ使える豆知識 クイズ雑学王（テレビ朝日）映画コメンテーター
- やりすぎコージー（テレビ東京）都市伝説テラー
- チェックタイム（TOKYO MX）金曜コメンテーター
- くりぃむクイズ ミラクル9 (テレビ朝日、2013年1月23日)
- movie@home〜棚を彩る映画たち〜（BSフジ）常連客
- 言いにくいことをハッキリ言うTV（テレビ朝日、2014年3月31日）
- バイキング（フジテレビ、2014年4月3日 - 2015年3月26日）木曜日レギュラー
- ごごたま（テレ玉/首都圏トライアングル） 映画コーナー担当→木曜パーソナリティ
- J:テレスタイル（J:COM）司会
- NMBとまなぶくん （関西テレビ） 2015年12月- ※不定期出演
- バズTIKナイト （bayfm）レギュラー
- 出動!バクダン処理班 （日本テレビ）出演
- ロンドンハーツ （テレビ朝日）出演
- そこまで言って委員会NP （読売テレビ）出演
- アルコ&ピースのメガホン二郎 （テレビ東京）出演
- 5時に夢中! （TOKYO MX）出演
- BAZOOKA!!! （BSスカパー）出演

### テレビドラマ
- 超絶☆絶叫ランド（2013年7月17日-9月25日、CBC） - 江上遊二 役

### 映画
- ギララの逆襲/洞爺湖サミット危機一発（2008年） - アナウンサー 役
- 大怪獣モノ（2016年）
- 遊星王子2021（2021年）[36]

### ラジオ番組
- 朝のコミューターゾーン （むさしのFM） 1999.10 - 2000.9
- POP UP SUNDAY (FM-FUJI) 2004.10 - 2006.3
- 魁!映画塾 (USEN) 2001.10 - 2007.3
- IR3 JAPAN
- menke-station （青森放送）
- J-WAVE25 CINEMA SOMMELIER (J-WAVE)
- BAY LINE 7300 (bayfm) 火曜日DJ 2007.4.3 - 2009.3
- MAGICAL SNOWLAND (NACK5) 2008 - 2010
- BAY LINE GO!GO! (bayfm) 火曜日DJ
- よんぱち 48hours 〜WEEKEND MEISTER〜 (TOKYO FM) 映画コーナー担当 特番やピンチヒッターも務める。
- オトナカレッジ（文化放送）水曜日20時台コメンテーター
- 地方創生プログラム ONE-J（2021年4月4日 - 5月9日、TBSラジオ） - メインMC
- 有村昆と岡田ロビン翔子のThe BAY☆LINE (bayfm) 火曜日DJ[37]
- 内山絵理加のふくわうち（静岡放送、水曜担当）[38]
- 霜降り明星のオールナイトニッポン（2021年10月22日、ニッポン放送）- ゲスト

### ネット配信
インターネット
- ゲッチャTV（ニコニコ生放送） レギュラー
- casTY「ひかり荘」
- アリコンMOVIEパラダイス （WOWOW インターネットラジオ&ポッドキャスト）
- ヨーグルティング学園天国 （Yahoo!動画） MC
- 田村淳のアーシーch （YouTube）
- 街録ch～あなたの人生、教えて下さい （YouTube）
- 悪い顔選手権編 【芸歴20年以上先輩芸人編】 （YouTube）
- 佐久間宣行のNOBROCK TV （YouTube）映画プレゼン

モバイル
- dwango「パケこみゅ☆」 （モバイル動画配信、2006.4 - 12） MC

### 連載
- Bea's Up「アリコン&千恵の一緒に見たいね!」
- DVD&ビデオVISION

### CM
- 永谷園 ｢プレゼントキャンペーン｣ (2006.5)
- ソン・スンホンオフィシャル写真集「太陽」発売告知 (2007.2) ナレーション
- エスエスケイフーズ「サラダの国のサラ」（声優、緑の葉の精）

ほか

### イベント
- アリコンのバカデミーSHOW!（トークライブ）隔月で開催
- ホリ×有村昆 トークライブ!! R33 （トークライブ） 不定期開催
- 各種映画の初日舞台挨拶の司会

など

### 舞台・演劇
- 『ビックリマン ザ☆ステージ』スーパーゼウス 役（俳優）（2019年）※企画プロデュースも担当
- 『THE★JINRO イケメン人狼アイドルは誰だ！！―』（2020年）※企画プロデュースを担当[39]

### その他
- 映画『Genius Party<ジーニアス・パーティ>』「ドアチャイム」「BABY BLUE」声優（2007年）
- 映画『昆虫物語 みつばちハッチ〜勇気のメロディ〜』アリコン 役（声優）（2010年）
- タクシーエム 『アリコンのコンな映画DO!』 映画コメンテーター (東京・名古屋・札幌・青森地区のタクシー内で視聴可能)

ほか

## 監督作品
- 王将☆厳流島 （2004年）
- 影の伝説 （2005年）
- Blog Movie作品集